# Primula watsonii
Primula watsonii là một loài thực vật có hoa trong họ Anh thảo. Loài này được Dunn miêu tả khoa học đầu tiên năm 1911.